# Сонант
Сонанти (или гласници) су гласови при чијем стварању ваздушна струја, која је покренула гласне жице у грлу, пролази неометано и упркос препрекама које представљају делови говорног апарата. Сонанти српског језика су гласови: м, н, њ, р, л, љ, в, ј.